# NGC 174
NGC 174 ist eine Balken-Spiralgalaxie mit ausgedehnten Sternentstehungsgebieten vom Hubble-Typ SBab im Sternbild Bildhauer am Südsternhimmel. Sie ist schätzungsweise 159 Millionen Lichtjahre von der Milchstraße entfernt und hat einen Durchmesser von etwa 65.000 Lj. 

Im selben Himmelsareal befindet sich u. a. die Galaxie IC 1555.
Das Objekt wurde am 27. September 1834 von dem britischen Astronomen John Herschel entdeckt.